# Морская Полиция: Лос-Анджелес (Сезон 9)
Сериал «Морская полиция: Лос-Анджелес», премьера которого состоялась на телеканале CBS 22 сентября 2009 года.
Сериал является спин-оффом сериала «Морская полиция: Спецотдел».
Действие сериала разворачивается в Лос-Анджелесе, штат Калифорния.
Девятый сезон стартовал 1 октября 2017 года на канале CBS в 2017-2018 телевизионный сезон.. Он содержит юбилейную 200-ю серию. Сезон завершился 20 мая 2018.

## В ролях

### Основной состав
| Имя            | Исполнитель         | В ролях    | Периодический персонаж |
| -------------- | ------------------- | ---------- | ---------------------- |
| Джи Каллен     | Крис О’Доннелл      | весь сезон | н/д                    |
| Кенси Блай     | Даниэла Руа         | весь сезон | н/д                    |
| Сэм Ханна      | LL Cool J           | весь сезон | н/д                    |
| Марти Дикс     | Эрик Кристиан Олсен | весь сезон | н/д                    |
| Генриетты Лэнг | Линда Хант          | весь сезон | н/д                    |
| Эрик Бил       | Барретт Фоа         | весь сезон | н/д                    |
| Нелл Джонс     | Рене Фелис Смит     | весь сезон | н/д                    |
| Шей Мосли      | Лонг, Ниа           | весь сезон | н/д                    |

### Второстепенный состав
| - Вито Руджинис — Аркадий Колчек - Питер Кэмбор — Нэйт Гетц - Эрик Палладино — агент ЦРУ Востаника Сабатино - Онжаню Эллис — Мишель Ханна - Бар Пали — Анна Колчек - Джон М. Джексон - Выбывший контр-адмирал А. Дж. Чегвид - Джефф Кобер - Харрис Кин - Памела Рид - Роберта Дикс, мать Дика |

## Эпизоды
| № | #  | Название                                                   | Режиссёр           | Сценарист                        | Дата показа в США | Код серии | Зрители США (миллионы) |
| --- | -- | ---------------------------------------------------------- | ------------------ | -------------------------------- | ----------------- | --------- | ---------------------- |
| 193 | 1  | «Party Crashers» «Незваные гости»                          | Джон Питер Кусакис | Р. Скотт Геммилл                 | 1 октября 2017    | 901       | 8.95                   |
| Хетти забирает все свои документы и исчезает. На её место назначают Шей Мосли, которая сразу же приезжает в Лос-Анджелес, и делает кадровые перестановки в команде. |    |                                                            |                    |                                  |                   |           |                        |
| 194 | 2  | «Se Murio El Payaso» «Си Мурио Эль Паусо»                  | Рик Тюнелл         | Кайл Харимото                    | 8 октября 2017    | 825       | 8.46                   |
| Команде NSIC:LA становится известно, что в город приезжает дочь знаменитого фальшивомонетчика, и Сэм отправляется под прикрытие для расследования. Тем временем Каллен и Анна расследуют последние действия семьи. |    |                                                            |                    |                                  |                   |           |                        |
| 195 | 3  | «Assets» «Активы»                                          | Тауниа МакКирнен   | Кайл Harimoto                    | 15 октября 2017   | 902       | 8.65                   |
| Когда лейтенант ВМС отправляется в отпуск в Лос-Анджелес, лейтенанта убивают. Команда берется за расследование, и находят секретные данные, которые лейтенант думал продать врагу. |    |                                                            |                    |                                  |                   |           |                        |
| 196 | 4  | «Plain Sight» «Место посадки»                              | Деннис Смит        | Джозеф К. Уилсон                 | 22 октября 2016   | 903       | 8.18                   |
| Команда узнает, что было украдено высококлассное оружие, с уличной стоимостью более $1 млн. долларов. Команда ведет расследование и приводит их к благотворительной акции. Тогда они убеждают Мосли записаться на эту акцию, а Каллен и Сэм выступят в качестве ее охраны.                                                                                    |    |                                                            |                    |                                  |                   |           |                        |
| 197 | 5  | «Mountebank» «Шарлатан»                                    | Терренс О'Хара     | Джордана Льюис Яффе              | 29 октября 20165  | 904       | 7.50                   |
| Сэм работает под прикрытием в качестве дневного трейдера после убийства известного инвестиционного банкира, связанного с российским олигархом. Кроме того, один из псевдонимов Каллена становится жертвой кражи кредитных карт, и Мосли обеспокоена тем, что он сигнализирует о чём-то большем.                                                               |    |                                                            |                    |                                  |                   |           |                        |
| 198 | 6  | «Can I Get a Witness?» «Могу ли я получить свидетеля?»     | Джеймс Ханлон      | Чад Мазеро                       | 5 ноября 2017     | 826       | 8.03                   |
| Диксу поступает звонок от старого знакомого — детектива ЛА Вайтинг, которая просит об одолжении. |    |                                                            |                    |                                  |                   |           |                        |
| 199 | 7  | «The Silo» «Силос»                                         | Джеймс Уитмор, мл. | Фрэнк Милитари                   | 12 ноября 2017    | 905       | 7.86                   |
| Бывший капитан ВВС захватывает пункт пуска ракет, на место приезжает Кензи и пытается уговорить своего бывшего капитана сдаться и закончить все это. |    |                                                            |                    |                                  |                   |           |                        |
| 200 | 8  | «This Is What We Do» «Это то, что Мы делаем»               | Джон Питер Кусакис | Р. Скотт Джеммилл                | 19 ноября 2017    | 906       | 6.95                   |
| Когда мигранты убивают пограничника недалеко от базы Пендалтон, команда берется за расследование. Тем временем, Нелл должна будет работать со своей сестрой Синди, агентом национальной безопасности. |    |                                                            |                    |                                  |                   |           |                        |
| 201 | 9  | «Fool Me Twice» «Обмани меня дважды»                       | Бенни Бум          | Эндрю Бартельс                   | 26 ноября 2017    | 907       | 7.64                   |
| Каллен и команда спрашивают предысторию Джоэль после того, как она сбежала от похищения и обращается к Каллену за помощью. |    |                                                            |                    |                                  |                   |           |                        |
| 202 | 10 | «Forasteira» «Форастерия»                                  | Эрик Пот           | Эрин Бродхерст                   | 10 декабря 2017   | 908       | 7.53                   |
| Команда отслеживает высококвалифицированного преступника, решившего отомстить за смерть своего отца, убив бразильского дипломата. |    |                                                            |                    |                                  |                   |           |                        |
| 203 | 11 | «All Is Bright» «Все ярко»                                 | Руба Надда         | Чад Мазеро                       | 17 декабря 2017   | 909       | 7.21                   |
| Команда расследует атаку, которая разрушает всю энергосистему и парализует город. Сэм изо всех сил пытается найти способ для своей семьи, чтобы отпраздновать праздники после смерти своей жены. |    |                                                            |                    |                                  |                   |           |                        |
| 204 | 12 | «Under Pressure» «Под давлением»                           | Диана С. Валентайн | Джо Сакс                         | 7 января 2018     | 911       | 7.87                   |
| После обнаружения напалма на месте преступления группа расследует единственную жертву возможной связи с терроризмом. |    |                                                            |                    |                                  |                   |           |                        |
| 205 | 13 | «Các Tù Nhân» «Заключенные»                                | Джеймс Ханлон      | Р. Скотт Джеммилл                | 14 января 2018    | 910       | 9.12                   |
| Эрик и Нелл находят загадочную улику Хэтти, оставленную в книге, которая указывает на Хошимин, Вьетнам. Сначала они сталкиваются с Мосли, когда они пытаются выяснить, что Хэтти там делает, но Мосли приходит и получает их билеты во Вьетнам. |    |                                                            |                    |                                  |                   |           |                        |
| 206 | 14 | «Goodbye, Vietnam» «Прощай, Вьетнам»                       | Джон Питер Кусакис | Р. Скотт Джеммилл                | 11 марта 2018     | 912       | 8.03                   |
| Команда должна объединиться со старым подразделением Хетти, чтобы найти ее прежде, чем она будет продана, а Нелл и Эрик должны работать с Сиднеем, чтобы найти важную информацию, которая поможет команде. |    |                                                            |                    |                                  |                   |           |                        |
| 207 | 15 | «Liabilities» «Обязательства»                              | Лили Марие         | Кайл Харимото                    | 18 марта 2018     | 913       | 8.02                   |
| Последовательность команды по старому делу приводит их к Дженнифер Ким, отчуждённой дочери Грейнджера, которая может быть единственной, кто может помочь им помешать агенту из Северной Кореи вызвать террористический акт в Лос-Анджелесе. Хетти перестраивается в офисе после своего возвращения. В конце эпизода Каллен и Сэм узнают, что Грейнджер мёртв. |    |                                                            |                    |                                  |                   |           |                        |
| 208 | 16 | «Warriors of Peace» «Война мира»                           | Теренс Найтингейл  | Эндрю Бартельс                   | 25 марта 2018     | 914       | 8.58                   |
| Отец Каллена был задержан в рамках обмена на двух американских фотографов, которые были заложниками в Иране. |    |                                                            |                    |                                  |                   |           |                        |
| 209 | 17 | «The Monster» «Монстр»                                     | Деннис Смит        | Адам Джордж Кей и Френк Милитари | 1 апреля 2018     | 915       | 7.12                   |
| Расследуя дело пропавшего без вести, команда раскрывает убийцу, который ставит шоу богатых вуайеров. |    |                                                            |                    |                                  |                   |           |                        |
| 210 | 18 | «Vendetta» «Вендетта»                                      | Джеймс Уитмор мл.  | Джордана Льюис Яффе              | 8 апреля 2018     | 916       | 8.14                   |
| NCIS сотрудничает с Бюро по алкоголю, табаку и огнестрельному оружию (ATF) по делу, в котором пресловутый дилер международного оружия возвращается в штаты. |    |                                                            |                    |                                  |                   |           |                        |
| 211 | 19 | «Outside the Lines» «Вне линии»                            | Сюзанна Сальц      | Джозеф К. Уилсон                 | 22 апреля 2018    | 917       | 7.57                   |
| Сэма и Хидоко отправляют под прикрытие после того, как криптовалютная ферма лишилась более 10 миллионов долларов в кодах биткойнов. |    |                                                            |                    |                                  |                   |           |                        |
| 212 | 20 | «Reentry» «Возвращение»                                    | Эрик Пот           | Ли А. Карлайл и Эндрю Бартельс   | 29 апреля 2018    | 918       | 7.62                   |
| Команда находится в поиске секретного компонента, который пропал без вести с неудачного запуска ракеты. |    |                                                            |                    |                                  |                   |           |                        |
| 213 | 21 | «Where Everybody Knows Your Name» «Где все знают твое имя» | Рик Тюнелл         | Чад Мазеро и Джордана Льюис Яффе | 6 мая 2018        | 919       | 7.71                   |
| NCIS создает совместную целевую группу с ФБР для расследования смерти морского пехотинца, который, возможно, умер из-за передозировки наркотиков. |    |                                                            |                    |                                  |                   |           |                        |
| 214 | 22 | «Venganza» «Venganza»                                      | Яншом Брауэн       | Эрин Бродхерст и Кайл Харимото   | 13 мая 2018       | 920       | 7.32                   |
| NCIS расследует убийство заключённой федеральной тюрьмы, которая была приёмной дочерью известного фальшивомонетчика. Кроме того, Каллен вызван ATF, чтобы обсудить действия Анны Колчек в ходе совместного дела NCIS и ATF. |    |                                                            |                    |                                  |                   |           |                        |
| 215 | 23 | «A Line in the Sand» «Линия в песке»                       | Френк Милитари     | Френк Милитари                   | 20 мая 2018       | 921       | 7.82                   |
| После перестрелки, из-за которой Сэм получает ранение, команда теряет преимущество в поиске Спенсера Уильямса, торговца оружием, у которого есть сын от Мосли — и команда обеспокоена тем, что Мосли может пересечь дозволенные границы, чтобы вернуть сына.                                                                                                  |    |                                                            |                    |                                  |                   |           |                        |
| 216 | 24 | «Ninguna Salida» «Нингуна Салида»                          | Джон Питер Кусакис | Джо Сакс и Р. Скотт Джеммилл     | 20 мая 2018       | 922       | 7.82                   |
| Несмотря на то, что некоторые члены команды имеют серьезные сомнения, NCIS отправляется в Мексику на рискованную миссию по поиску и спасению сына Мосли. Кроме того, после обнаружения таинственной кучи пепла, команда начинает беспокоиться о местонахождении Хидоко.                                                                                       |    |                                                            |                    |                                  |                   |           |                        |